# Päpstliche Kommission für Sakrale Archäologie
Die Päpstliche Kommission für Sakrale Archäologie (italienisch Pontificia Commissione di Archeologia Sacra, auch „Päpstliche Kommission für Christliche Archäologie“) ist eine Päpstliche Kommission der Römischen Kurie.

## Geschichte
Die Kommission wurde von Papst Pius IX. am 6. Januar 1852 gegründet. Zweck war es, die alten Heiligen Stätten – insbesondere diejenigen aus den ersten christlichen Jahrhunderten – im Rahmen einer präventiven Konservierung zu schützen, um weitere Forschungen und Studien durchführen zu können. Besonderer Schutz sollte den Denkmälern und Basiliken in Rom, in den römischen Vorstädten und im Umkreis der Stadt zuteilwerden.
Papst Pius XI. hat mit dem „motu proprio I primitivi cemeteri zur Gründung eines Päpstlichen Institutes für christliche Archäologie“ vom 11. Dezember 1925 die Befugnisse der Kommission wesentlich erweitert.
Durch die Lateranverträge (Art. 33 des Konkordats) wurde der Wirkungskreis der Kommission auf alle bestehenden christlichen Katakomben auf italienischem Staatsgebiet ausgedehnt. Dem Heiligen Stuhl wurde deren Erforschung, Erhaltung und Verwaltung übertragen.

## Aufgaben und Sitz der Kommission
Die Kommission für Sakrale Archäologie koordiniert ihre Aufgaben mit der Pontificia Accademia Romana di Archeologia und dem Pontificio Istituto di Archeologia Cristiana. Außerdem hat sich die Kommission zur Ausübung ihrer Tätigkeiten mit der dem Comitato promotore dei Congressi Internazionali di Archeologia Cristiana und der Pontificia Accademia Cultorum Martyrum abzustimmen.
Der Sitz der Kommission ist bei der Pontificia Accademia Romana di Archeologia im Palazzo della Cancelleria. Hier hat die Kommission einen eigenen Mitarbeiterstab aus Fachleuten, Ingenieuren und örtlichen Inspektoren. Präsident der Päpstlichen Kommission ist seit dem 25. November 2022 Pasquale Iacobone, der seit 2017 Sekretär war; Sekretärin ist seit dem 25. November 2022 Raffaella Giuliani.

## Bekannte Mitglieder
- Bellarmino Bagatti (1905–1990), italienischer Christlicher Archäologe, Rektor des Studium Biblicum Franciscanum, korrespondierendes Mitglied
- Fabrizio Bisconti (1955–2022), italienischer Christlicher Archäologe
- Franz Joseph Dölger (1879–1940), deutscher Kirchenhistoriker und Christlicher Archäologe
- Hubertus Drobner, deutscher Kirchenhistoriker und Patristiker
- Carlo Ebanista, italienischer Christlicher und mittelalterlicher Archäologe
- Vincenzo Fiocchi Nicolai, italienischer Christlicher Archäologe
- Emilio Marin, kroatischer Christlicher Archäologe
- Danilo Mazzoleni, italienischer Christlicher Archäologe und Epigraphiker
- Carlos Alberto de Pinho Moreira Azevedo, portugiesischer Weihbischof
- Gennaro Verolino, Präsident der Kommission 1969–1986

## Zeitschrift
Die Kommission publiziert die Ergebnisse ihrer Arbeiten in der Rivista di archeologia cristiana, ihrem amtlichen Organ.

## Museum
Im Museo pio cristiano, das zu den Vatikanischen Museen zählt, sind viele der durch die Tätigkeit der Kommission bewahrten Kunstschätze und der ergrabenen Funde ausgestellt.